# Stuorrapiessvärri
Stuorrapiessvärri är en kulle i Finland. Den ligger i Utsjoki kommun och landskapet Lappland, i den norra delen av landet, 1 000 km norr om huvudstaden Helsingfors. Toppen på Stuorrapiessvärri är 380 meter över havet. Stuorrapiessvärri ingår i Paistunturit.
Terrängen runt Stuorrapiessvärri är kuperad västerut, men österut är den platt.  Trakten runt Stuorrapiessvärri är nära nog obefolkad, med mindre än två invånare per kvadratkilometer. Närmaste större samhälle är Karigasniemi, 15,0 km sydväst om Stuorrapiessvärri. Omgivningarna runt Stuorrapiessvärri är i huvudsak ett öppet busklandskap.